# Delirium tremens
Delirium tremens (DT) é um estado confusional breve, acompanhado de perturbações somáticas, que usualmente acomete usuários de álcool gravemente dependentes em abstinência absoluta ou relativa. Esse quadro geralmente ocorre 3 dias após o início dos sintomas de abstinência e pode durar vários dias. Os sintomas clássicos dessa psicose incluem a diminuição da claridade de percepção do ambiente, confusão, alucinações e ilusões vívidas e tremores marcantes. Os efeitos físicos podem incluir agitação, tremores, arritmia cardíaca e sudorese. Casos mais graves, com episódios de hipertermia ou convulsões, podem resultar em morte.
Normalmente, o delirium tremens só é observado em pessoas que ingerem grandes quantidades de álcool por mais de um mês. Uma síndrome semelhante pode ocorrer com indivíduos em abstinência de benzodiazepínicos e barbitúricos. Já a suspensão de estimulantes, como a cocaína, não tem maiores complicações médicas. Em uma pessoa com quadro sugestivo de  delirium tremens, é importante fazer o diagnóstico diferencial para descartar outros problemas associados, como distúrbios eletrolíticos, pancreatite e hepatite alcoólica.
A prevenção não consiste em tratar os sintomas da abstinência. Se ocorrer delirium tremens, é necessário um tratamento agressivo, pois trata-se de emergência médica. O paciente deve ser internado em local tranquilo e com pouca luz e submetido a terapia com benzodiazepínicos, como diazepam, lorazepam, clordiazepóxido e oxazepam. Pacientes refratários a esses medicamentos podem ser tratados com haloperidol, infusão de propofol, ou clonidina. Também é recomendada a reposição vitamínica com tiamina, para prevenir a Síndrome de Wernicke-Korsakoff, que causa ataxia, confusão mental e anormalidades de movimentação ocular. Sem tratamento, a mortalidade por delirium tremens pode ser de 15% a 40%. Atualmente, entretanto, as mortes ocorrem em cerca de 1% a 4% dos casos.
Cerca de metade das pessoas com problemas de alcoolismo irá desenvolver sintomas de abstinência após a redução no seu consumo. Destes, 3% a 5% irão desenvolver delirium tremens ou sofrer convulsões. O termo foi utilizado pela primeira vez em 1813, mas os sintomas dessa psicose já haviam sido descritos em 1700.

## Tratamento
A farmacoterapia costuma ser sintomática e de suporte. Se a ocorrência do delirium tremens for devido à abstinência alcoólica o paciente é mantido sedado a maior parte do tempo com benzodiazepínicos como diazepam, lorazepam ou oxazepam.
Nos casos de psicose mais severa doses sub-terapêuticas de haloperidol ou mesmo benzodiazepínicos mais fortes como paraldeído e clometiazole. A médio prazo acamprosato pode ajudar a conter o desejo pelo consumo das substâncias causadoras dessa patologia e reduzir a probabilidade de recaídas.
O delirium tremens não deve ser confundido com a Doença de Parkinson.